# Baquba (Irak)
Baquba (Arabisch:بعقوبه; ook wel getranslitereerd als Ba'qubah en Baqouba) is een stad in centraal Irak ongeveer 50 km ten noordoosten van Bagdad. De stad ligt aan de Diyala rivier in de soennitische driehoek. De bevolking bedraagt ongeveer 280.000 personen (2002).
Sinds pre-islamitische tijden bestaat de stad al en is het een centrum voor handel. Het was een tussenstation op de zijderoute tussen Bagdad en Khorasan. Tegenwoordig staat de stad bekend als het centrum van de sinaasappelteelt in Irak.
Sinds de Amerikaanse bezetting van Irak is Baquba een van de plekken waar het meeste verzet is tegen de Amerikaanse aanwezigheid, samen met de steden Fallujah, Ramadi en Samarra.
De militie Al-Tawhid Wal-Jihad, geleid door Abu Musab al-Zarqawi eiste de verantwoordelijkheid op van aanslagen gepleegd in juni 2004. Op 7 juni 2006 werd al-Zarqawi gedood door een Amerikaanse luchtaanval.
Op 9 november 2006 vonden verschillende aanslagen op politiebureaus plaats. Op 5 oktober 2007 werden bij een Amerikaanse aanval op een sjiitische militie ten westen van de stad Baquba ten minste 25 militieleden gedood.